# Kašalj
Kašalj, település Szerbiában, a Raškai körzet Novi Pazar községében.

## Népesség
Lakossága rohamosan csökken.
- 1948-ban 231 lakosa volt.
- 1953-ban 223 lakosa volt.
- 1961-ben 269 lakosa volt.
- 1971-ben 182 lakosa volt.
- 1981-ben 117 lakosa volt.
- 1991-ben 56 lakosa volt.
- 2002-ben 35 lakosa volt, akik mindannyian szerbek.